# 恵那市立恵那北中学校
恵那市立恵那北中学校（えなしりつ えなきたちゅうがっこう）とは、岐阜県恵那市にある公立中学校。

## 沿革
恵那北中学校は1997年（平成9年）に、中野方中学校、笠置中学校、飯地中学校を統合として新設された中学校である。
- 1997年（平成9年）4月 - 恵那市立恵那北中学校として開校。
- 1998年（平成10年） - 体育館、柔剣道場が完成。
- 1999年（平成11年） - プールが完成。

## 通学区域
（）
- 中野方町
- 笠置町
- 飯地町

## 進学前小学校
- 中野方小学校
- 飯地小学校
- 恵那北小学校